# Lenguas kadu
Las lenguas kadu o kadugli-krongo es una pequeña familia de lenguas tradicionalmente incluidas entre las lenguas kordofanas, pero desde el trabajo de Thilo Schadeberg (1981) ampliamente situadas entre las lenguas nilo-saharianas. Sin embargo, a pesar de la aceptación de Schadeberg existe poca evidencia y otros autores tratan a la familia kadu como una familia independiente.

## Clasificación
El número de lenguas kadu no se conoce con precisión debido a la incertidumbre sobre si dos variedades deben considerarse o no lenguas diferentes, Stevenson (1956-57) distingue nueve lenguas diferentes:
1. Yegang (keiga tummero, timero, autoglotónimo: sani ma-yɛgaŋ)
2. Mudo (tulishi, aut.: t̪u-muɗo)
3. Kufo (kanga, aut.: kuufɔ)
4. Miri (aut.: t̪i-miri/t̪umma maa-miri)
5. Talla (kadugli, aut.: t̪in-d̪alla)
6. Tolibi (katcha, aut.: t̪ʊn-d̪unnu)
7. Sangali (tumma, krongo abdulla, aut.: t̪umma ka-saŋaali)
8. Krongo (aut.: niinʊ mɔ-ɗi)
9. Talasa (tumtum, aut.: t̪alasa)

### Clasificación interna
Las lenguas kadu se dividen usualmente en tres ramas:
- Occidental: keiga, kanga(?) y tulishi(?).
- Central: kadugli (que incluye las variedades: Miri, Katcha, Tumma), kanga(?) y tulishi(?).
- Oriental: krongo y  tumtum.

Existen discrepancias menores sobre algunas el tulishi y el kanga que algunos asignan al grupo occidental y otros al central.

### Relaciones con otras lenguas
Greenberg (1963) clasificó indebidamente estas lenguas originalmente dentro de una rama hipotética de la familia Níger-Congo que denominó grupo kordofán. La mejor documentación de estas lenguas permitió corregir esa clasificación, comprobándose que las llamadas lenguas kordofanas se pueden dividir en cinco grupos diferentes, uno de los cuales son las lenguas kadu posiblemente relacionadas con las lenguas nilo-saharianas. Los otros cuatro parece que se pueden agrupar en dos grandes ramas independientes coordinadas a las lenguas Níger-Congo. Las lenguas kadu comparten muy pocos rasgos con el resto de lenguas de Kordofán del sur.

## Descripción lingüística

### Comparación léxica
La siguiente tabla compara los numerales del 1 al 10 en diferentes lenguas kadu:
| GLOSA    | Mudo (Tulishi) | Yegang (Keiga) | Kufo (Kanga) | Miri __ | Talla (Kadugli) | Tolibi (Katcha)  | Sangali (Tumma) | Krongo __      | Talasa (Tumtum) | PROTO- KADU |
| -------- | -------------- | -------------- | ------------ | ------- | --------------- | ---------------- | --------------- | -------------- | --------------- | ----------- |
| 'uno'    | kɔttɔk         | tʊʊl           | ŋɔttɔ        | ŋɔttɔk  | ŋŋattɔk         | uŋ!gɔʈʈɔ         | ŋgɛttɔ          | iŋwa           | iŋinɔɔnɔ        | *ŋ-gɔttɔk   |
| 'dos'    | kaará          | ariya          | (nd̪)ɛɛra     | ɛɛra    | ɛɛra            | ɛɛra             | ɛɛrɛ            | yaaria, ɲaari  | ɛɛrya           | *-aarya     |
| 'tres'   | t̪ɔɔna          | ɗɔɔna          | __           | ɛɛɗɔɔna | aad̪oona         | eeɖɔɔna          | ɛaaɗɔɔna        | yɔɔɗɔɔna       | ɔɔɗɔɔna         | *-ɗɔɔna     |
| 'cuatro' | kiisu          | gissu          | __           | iigiisʊ | iigiiso         | eegiisɔ          | iigiisʊ         | yiijiisʊ       | ɛɛgissa         | *-giisʊ     |
| 'cinco'  | t̪ummu          | dummʊ          | __           | iid̪ummu | uud̪ummu         | eed̪ummu          | iid̪ummu         | arɔɔdiniisʊ(a) | niisʊ(a)        | *d̪ummu      |
| 'diez'   | t̪oɓɓa          | amɗɛɛga        |              | ɛɛlaana | iilaana         | eed̪ummu aniisinɛ |                 | arwɒɒdɪnisinɛ  | arɔɔdi niisʊ    |             |
En esta tabla el tono alto se indica mediante subrayado.
(a)Término que también significa 'mano'.
Los pronombres personales se comparan en la siguiente tabla:
| GLOSA        | Mudo (Tulishi) | Yegang (Keiga) | Kufo (Kanga) | Miri __ | Talla (Kadugli) | Tolibi (Katcha) | Sangali (Tumma) | Krongo __ | Talasa (Tumtum) | PROTO- KADU |
| ------------ | -------------- | -------------- | ------------ | ------- | --------------- | --------------- | --------------- | --------- | --------------- | ----------- |
| 1.ªSG.       | aʔa            | aʔa            | aʔa          | aʔa     | aʔa             | aʔa             | aʔa             | aʔa       | aʔa             | *aʔa        |
| 2.ªSG.       | oʔo            | ʊʔʊ            | ɔʔɔ          | ɔʔɔ     | oʔo             | ɔʔɔ             | ɔʔɔ             | ʊʔʊ       | ʊʔʊ             | *ɔʔɔ        |
| 3.ªSG. MASC. |                |                | iʔi          | iʔi     | iʔi             | iʔi             | iʔi             | ɪʔɪ       |                 | *iʔi        |
| 3.ªSG. FEM   |                | agu            | aagu         | ɔɔgɔk   | oogok           | ɔɔgɔ            | aagu            | aagu      |                 | *aagu       |
| 1.ªPL. INC.  |                | aŋa            | aŋŋa         | ŋŋa     | anga            | aŋa             | aŋŋa            | aŋŋa      |                 | *aŋŋa       |
| 1.ªPL. EXC.  |                | aŋʊ            | ɔŋŋɔ         | ŋŋɔ     | oŋo             | uŋɔ             | ʌyyi            | ɔɔu       | aayʊ            |             |
| 2.ªPL.       |                | aga            | aaga         | aagak   | aagak           | aaga            | aaga            | aaga      | aaga            | *aagak      |
| 3.ªPL.       |                | agi            | iigi         | ɛɛgɛk   | eegek           | ɛɛgɛ            | aaya            | aai       |                 | *aagi       |